# Segunda División Profesional de Chile 2024
La Segunda División Profesional de Chile 2024, también conocida como «Segunda La Liga 2D» por razones de patrocinio, fue la 14.º edición de la tercera categoría del fútbol chileno. El campeonato lo organizó la Asociación Nacional de Fútbol Profesional.
Las novedades que presentó este torneo, fue el retorno de Deportes Puerto Montt a la categoría, luego de 8 años y medio de ausencia y los debuts absolutos de Provincial Ovalle y Concón National, que jugaron en esta categoría y en el profesionalismo por primera vez en su historia.
Además, ante la falta de televisación de la categoría en los últimos años, se creó la plataforma de streaming La Liga 2D, con el propósito de transmitir todos los partidos de la división mediante una suscripción. La plataforma también publica en sus redes sociales, todos los goles y los mejores momentos de los partidos. La plataforma también cumplió el rol de patrocinador del campeonato, cuyo estreno del auspicio ocurrió el 28 de marzo.

## Sistema
La Fase Regular constó de 26 fechas, dividiéndose en 2 ruedas de 13 jornadas cada una. Al término de la fase regular, el equipo que ocupase el primer lugar se coronaría campeón del torneo y ascendería a la Primera B, mientras que los 2 últimos equipos descenderían a la Tercera División A.

### Reglamento
En este torneo se observó el sistema de puntos de acuerdo a la reglamentación de la Internacional F.A. Board, asignándose tres puntos al equipo que resulte ganador; un punto a cada uno en caso de empate; y cero puntos al perdedor.
El orden de clasificación de los equipos se determinará en una tabla de cómputo general, de la siguiente manera:
- A) Mayor cantidad de puntos obtenidos; en caso de igualdad;
- B) Mayor diferencia entre los goles marcados y recibidos; en caso de igualdad;
- C) Mayor cantidad de partidos ganados; en caso de igualdad;
- D) Mayor cantidad de goles convertidos; en caso de igualdad;
- E) Mayor cantidad de goles de visita marcados; en caso de igualdad;
- F) Menor cantidad de tarjetas rojas recibidas; en caso de igualdad;
- G) Menor cantidad de tarjetas amarillas recibidas; en caso de igualdad;
- H) Sorteo.

En cuanto al campeón del torneo 2024 y a los descendidos a la Tercera División A 2025, se definió de acuerdo al siguiente sistema:
- A) Mayor cantidad de puntos obtenidos; en caso de igualdad;
- B) Partido de desempate en cancha neutral.

## Árbitros
Esta es la lista de árbitros del torneo de Segunda División Profesional 2024. Los árbitros de la Primera División, así como los de la Primera B, podrán arbitrar en la parte final de este torneo siempre y cuando no sean designados para arbitrar en una fecha del campeonato de la categoría mencionada. Asimismo, los árbitros de esta lista podrán dirigir en las dos categorías más altas si la ANFP así lo estima conveniente.
| Árbitros | Edad | Categoría |
| -------- | ---- | --------- |

## Relevos
| Pos | a Primera B      |
| --- | ---------------- |
| 1.° | Deportes Limache |

| Pos  | a Segunda División    |
| ---- | --------------------- |
| 16.º | Deportes Puerto Montt |

| Pos | a Segunda División |
| --- | ------------------ |
| 1.° | Provincial Ovalle  |
| 2.° | Concón National    |

| Pos  | a Tercera División A |
| ---- | -------------------- |
| 13.º | Iberia               |
| 14.º | Deportes Valdivia    |

## Localización
| Equipo                | Región        | Ciudad                     |
| --------------------- | ------------- | -------------------------- |
| Provincial Ovalle     | Coquimbo      | Ovalle                     |
| Concón National       | Valparaíso    | Concón                     |
| San Antonio Unido     | Valparaíso    | San Antonio                |
| Trasandino            | Valparaíso    | Los Andes                  |
| Deportes Melipilla    | Metropolitana | Melipilla                  |
| Lautaro de Buin       | Metropolitana | Buin                       |
| Real San Joaquín      | Metropolitana | San Joaquín                |
| Deportes Rengo        | O'Higgins     | Rengo                      |
| General Velásquez     | O'Higgins     | San Vicente de Tagua Tagua |
| Deportes Linares      | Maule         | Linares                    |
| Deportes Concepción   | Biobío        | Concepción                 |
| Fernández Vial        | Biobío        | Concepción                 |
| Provincial Osorno     | Los Lagos     | Osorno                     |
| Deportes Puerto Montt | Los Lagos     | Puerto Montt               |

| Real San Joaquín \| Lautaro de Buin Deportes Melipilla \| |
| Lautaro de Buin Deportes Melipilla                        |

| Lautaro de Buin Deportes Melipilla |

## Información
| Equipo                | Entrenador         | Estadio                  | Capacidad | Proveedor | Auspiciador    |
| --------------------- | ------------------ | ------------------------ | --------- | --------- | -------------- |
| Concón National       | Jonathan Orellana  | Atlético Municipal       | 3.000     | OneFit    | Higuerillas    |
| Deportes Concepción   | Manuel Suárez      | Ester Roa                | 33.000    | Kelme     | Coolbet        |
| Deportes Linares      | Rodrigo Meléndez   | Tucapel Bustamante       | 4.000     | OneFit    | Meymaq         |
| Deportes Melipilla    | Víctor Quintanilla | Soinca Bata              | 1.500     | Givova    | Ariztía        |
| Deportes Puerto Montt | Jaime Vera         | Chinquihue               | 10.000    | KS7       | Andes Salud    |
| Deportes Rengo        | Martín Garnero     | Guillermo Guzmán         | 3.000     | Andrómeda | Pegsa          |
| Fernández Vial        | Sebastián Ortíz    | Ester Roa                | 33.000    | Siker     | Lucero         |
| General Velásquez     | César Bustamante   | Augusto Rodríguez        | 3.000     | Andrómeda | Funny Games    |
| Lautaro de Buin       | Carlos Encinas     | Lautaro de Buin          | 2.600     | Playmaker | Bepro          |
| Provincial Osorno     | Rodrigo Venegas    | Rubén Marcos             | 12.000    | TDeportes | Grupo Hijuelas |
| Provincial Ovalle     | Felipe Cornejo     | Diaguita                 | 5.160     | Claus-7   | Los Italianos  |
| Real San Joaquín      | Jaime Lizama       | Municipal de San Joaquín | 2.000     | Guerrieri | Carnes Bilbao  |
| San Antonio Unido     | Fabián Marzuca     | Municipal de La Pintana  | 5.000     | Acerbis   | Wiclinic       |
| Trasandino            | Ramón Climent      | Regional de Los Andes    | 3.500     | Playmaker | Fintual        |

## Clasificación
| Pos. | Equipo                     | Pts. | PJ | G  | E | P  | GF | GC | Dif. |  |
| ---- | -------------------------- | ---- | -- | -- | - | -- | -- | -- | ---- |  |
| 1    | Deportes Concepción (C, A) | 57   | 26 | 17 | 6 | 3  | 53 | 23 | +30  |  |
| 2    | Deportes Melipilla         | 54   | 26 | 16 | 6 | 4  | 59 | 25 | +34  |  |
| 3    | Deportes Puerto Montt      | 42   | 26 | 12 | 6 | 8  | 31 | 26 | +5   |  |
| 4    | Deportes Rengo             | 39   | 26 | 11 | 6 | 9  | 33 | 28 | +5   |  |
| 5    | San Antonio Unido          | 39   | 26 | 11 | 6 | 9  | 31 | 41 | −10  |  |
| 6    | General Velásquez          | 37   | 26 | 10 | 7 | 9  | 40 | 33 | +7   |  |
| 7    | Provincial Osorno          | 36   | 26 | 9  | 9 | 8  | 42 | 43 | −1   |  |
| 8    | Provincial Ovalle          | 33   | 26 | 9  | 6 | 11 | 28 | 31 | −3   |  |
| 9    | Concón National            | 32   | 26 | 9  | 5 | 12 | 33 | 36 | −3   |  |
| 10   | Deportes Linares           | 30   | 26 | 8  | 6 | 12 | 31 | 32 | −1   |  |
| 11   | Trasandino                 | 30   | 26 | 9  | 3 | 14 | 23 | 37 | −14  |  |
| 12   | Real San Joaquín           | 27   | 26 | 6  | 9 | 11 | 27 | 40 | −13  |  |
| 13   | Lautaro de Buin (D)        | 27   | 26 | 8  | 3 | 15 | 29 | 52 | −23  |  |
| 14   | Fernández Vial (D)         | 6    | 26 | 3  | 8 | 15 | 22 | 35 | −13  |  |

Actualizado a los partidos jugados el 23 de enero de 2025.
 Fuente: Campeonato Chileno
     Asciende a la Primera B.
     Desciende a la Tercera División A.
| Sentencias |
| --- |
| - Bonificación de 3 puntos para Provincial Osorno - Reducción de 11 puntos a Fernández Vial - Bonificación de 3 puntos para Concón National |

## Evolución
| Equipo / Fecha        | 01   | 02   | 03   | 04   | 05   | 06   | 07   | 08   | 09   | 10   | 11   | 12   | 13   | 14   | 15   | 16   | 17   | 18   | 19   | 20   | 21   | 22   | 23   | 24   | 25   | 26   |
| --------------------- | ---- | ---- | ---- | ---- | ---- | ---- | ---- | ---- | ---- | ---- | ---- | ---- | ---- | ---- | ---- | ---- | ---- | ---- | ---- | ---- | ---- | ---- | ---- | ---- | ---- | ---- |
| Deportes Concepción   | 8.°  | 9.°  | 5.°  | 4.°  | 5.°  | 4.°  | 2.°  | 4.°  | 5.°  | 4.°  | 2.°  | 6.°  | 6.°  | 4.°  | 5.°  | 3.°  | 2.°  | 2.°  | 2.°  | 2.°  | 2.°  | 2.°  | 2.°  | 2.°  | 2.°  | 1.°  |
| Deportes Melipilla    | 1.°  | 1.°  | 1.°  | 1.°  | 1.°  | 1.°  | 1.°  | 1.°  | 1.°  | 1.°  | 1.°  | 1.°  | 1.°  | 1.°  | 1.°  | 1.°  | 1.°  | 1.°  | 1.°  | 1.°  | 1.°  | 1.°  | 1.°  | 1.°  | 1.°  | 2.°  |
| Deportes Puerto Montt | 4.°  | 2.°  | 2.°  | 2.°  | 2.°  | 2.°  | 3.°  | 2.°  | 2.°  | 2.°  | 4.°  | 2.°  | 2.°  | 2.°  | 2.°  | 4.°  | 3.°  | 3.°  | 3.°  | 3.°  | 3.°  | 3.°  | 3.°  | 3.°  | 3.°  | 3.°  |
| Deportes Rengo        | 5.°  | 10.° | 4.°  | 7.°  | 7.°  | 6.°  | 5.°  | 8.°  | 6.°  | 5.°  | 7.°  | 7.°  | 7.°  | 7.°  | 6.°  | 6.°  | 5.°  | 6.°  | 6.°  | 5.°  | 4.°  | 4.°  | 4.°  | 5.°  | 4.°  | 4.°  |
| San Antonio Unido     | 3.°  | 8.°  | 10.° | 10.° | 12.° | 10.° | 8.°  | 6.°  | 7.°  | 7.°  | 5.°  | 3.°  | 3.°  | 3.°  | 3.°  | 5.°  | 6.°  | 4.°  | 4.°  | 4.°  | 6.°  | 7.°  | 6.°  | 4.°  | 5.°  | 5.°  |
| General Velásquez     | 10.° | 3.°  | 6.°  | 5.°  | 8.°  | 8.°  | 6.°  | 5.°  | 4.°  | 3.°  | 6.°  | 5.°  | 5.°  | 5.°  | 4.°  | 2.°  | 4.°  | 5.°  | 5.°  | 6.°  | 5.°  | 5.°  | 5.°  | 6.°  | 6.°  | 6.°  |
| Provincial Osorno     | 6.°  | 5.°  | 3.°  | 3.°  | 3.°  | 3.°  | 4.°  | 3.°  | 3.°  | 6.°  | 3.°  | 4.°  | 4.°  | 6.°  | 7.°  | 7.°  | 7.°  | 7.°  | 7.°  | 7.°  | 7.°  | 6.°  | 7.°  | 7.°  | 7.°  | 7.°  |
| Provincial Ovalle     | 13.° | 7.°  | 8.°  | 8.°  | 6.°  | 7.°  | 9.°  | 9.°  | 10.° | 8.°  | 11.° | 10.° | 10.° | 10.° | 10.° | 11.° | 12.° | 13.° | 13.° | 11.° | 12.° | 11.° | 8.°  | 8.°  | 8.°  | 8.°  |
| Concón National       | 12.° | 13.° | 13.° | 14.º | 14.º | 14.° | 14.° | 14.° | 12.° | 12.° | 10.° | 12.° | 12.° | 13.° | 11.° | 10.° | 11.° | 11.° | 11.° | 10.° | 11.° | 10.° | 11.° | 12.° | 10.° | 9.°  |
| Deportes Linares      | 9.°  | 11.° | 12.° | 12.° | 11.° | 11.° | 11.° | 11.° | 9.°  | 10.° | 9.°  | 9.°  | 9.°  | 9.°  | 8.°  | 8.°  | 8.°  | 9.°  | 9.°  | 12.° | 13.° | 13.° | 13.° | 11.° | 9.°  | 10.° |
| Trasandino            | 14.º | 14.º | 14.º | 13.º | 13.º | 13.º | 12.° | 13.º | 14.º | 14.° | 14.° | 14.° | 14.° | 14.° | 13.° | 13.° | 13.° | 12.° | 10.° | 9.°  | 8.°  | 9.°  | 10.° | 13.° | 11.° | 11.° |
| Real San Joaquín      | 7.°  | 4.°  | 9.°  | 6.°  | 4.°  | 5.°  | 7.°  | 7.°  | 8.°  | 9.°  | 8.°  | 8.°  | 8.°  | 8.°  | 9.°  | 9.°  | 9.°  | 10.° | 12.° | 13.° | 10.° | 12.° | 12.° | 9.°  | 12.° | 12.° |
| Lautaro de Buin       | 2.°  | 6.°  | 7.°  | 9.°  | 10.° | 9.°  | 10.° | 10.° | 11.° | 11.° | 12.° | 11.° | 11.° | 11.° | 12.° | 12.° | 10.° | 8.°  | 8.°  | 8.°  | 9.°  | 8.°  | 9.°  | 10.° | 13.° | 13.° |
| Fernández Vial        | 11.° | 12.° | 11.° | 11.° | 9.°  | 12.° | 13.° | 12.° | 13.° | 13.° | 13.° | 13.° | 13.° | 12.° | 14.° | 14.° | 14.° | 14.° | 14.° | 14.° | 14.° | 14.° | 14.° | 14.° | 14.° | 14.° |

## Resultados
- Los horarios corresponden al huso horario de Chile: UTC-4 en horario estándar y UTC-3 en horario de verano.

### Primera rueda
| Fecha 1               | Fecha 1   | Fecha 1            | Fecha 1                 | Fecha 1    | Fecha 1 |
| Local                 | Resultado | Visita             | Estadio                 | Fecha      | Hora    |
| --------------------- | --------- | ------------------ | ----------------------- | ---------- | ------- |
| Deportes Linares      | 1 - 1     | Deportes Rengo     | Tucapel Bustamante      | 2 de marzo | 18:00   |
| Lautaro de Buin       | 4 - 3     | Fernández Vial     | Municipal de La Pintana | 2 de marzo | 18:00   |
| Deportes Puerto Montt | 1 - 0     | Provincial Ovalle  | Chinquihue              | 2 de marzo | 18:00   |
| Deportes Concepción   | 1 - 1     | Provincial Osorno  | Ester Roa               | 2 de marzo | 19:00   |
| Trasandino            | 0 - 4     | Deportes Melipilla | Regional de Los Andes   | 2 de marzo | 19:00   |
| General Velásquez     | 1 - 1     | Real San Joaquín   | Augusto Rodríguez       | 3 de marzo | 18:00   |
| Concón National       | 1 - 2     | San Antonio Unido  | Lucio Fariña            | 5 de marzo | 19:00   |

| Fecha 2            | Fecha 2   | Fecha 2               | Fecha 2                  | Fecha 2     | Fecha 2 |
| Local              | Resultado | Visita                | Estadio                  | Fecha       | Hora    |
| ------------------ | --------- | --------------------- | ------------------------ | ----------- | ------- |
| Fernández Vial     | 0 - 1     | Deportes Puerto Montt | Ester Roa                | 9 de marzo  | 18:00   |
| Deportes Rengo     | 1 - 1     | Deportes Concepción   | Guillermo Guzmán         | 9 de marzo  | 18:00   |
| Provincial Osorno  | 1 - 0     | Trasandino            | Rubén Marcos             | 9 de marzo  | 18:00   |
| Deportes Melipilla | 2 - 1     | Concón National       | Soinca Bata              | 10 de marzo | 18:00   |
| San Antonio Unido  | 2 - 7     | General Velásquez     | Regional de Los Andes    | 10 de marzo | 20:00   |
| Real San Joaquín   | 2 - 1     | Deportes Linares      | Municipal de San Joaquín | 11 de marzo | 18:00   |
| Provincial Ovalle  | 1 - 0     | Lautaro de Buin       | Diaguita                 | 11 de marzo | 20:00   |

| Fecha 3               | Fecha 3   | Fecha 3            | Fecha 3               | Fecha 3     | Fecha 3 |
| Local                 | Resultado | Visita             | Estadio               | Fecha       | Hora    |
| --------------------- | --------- | ------------------ | --------------------- | ----------- | ------- |
| Trasandino            | 1 - 3     | Deportes Rengo     | Regional de Los Andes | 15 de marzo | 19:00   |
| Deportes Puerto Montt | 3 - 0     | Real San Joaquín   | Chinquihue            | 16 de marzo | 18:00   |
| Fernández Vial        | 1 - 1     | Provincial Ovalle  | Ester Roa             | 16 de marzo | 20:00   |
| Deportes Concepción   | 3 - 1     | Concón National    | Ester Roa             | 17 de marzo | 12:00   |
| General Velásquez     | 1 - 3     | Provincial Osorno  | Augusto Rodríguez     | 17 de marzo | 18:00   |
| Deportes Linares      | 1 - 3     | Deportes Melipilla | Tucapel Bustamante    | 18 de marzo | 18:00   |
| Lautaro de Buin       | 1 - 1     | San Antonio Unido  | Regional de Los Andes | 18 de marzo | 20:30   |

| Fecha 4             | Fecha 4   | Fecha 4               | Fecha 4                  | Fecha 4     | Fecha 4 |
| Local               | Resultado | Visita                | Estadio                  | Fecha       | Hora    |
| ------------------- | --------- | --------------------- | ------------------------ | ----------- | ------- |
| Deportes Rengo      | 0 - 1     | General Velásquez     | Guillermo Guzmán         | 22 de marzo | 18:00   |
| Provincial Osorno   | 1 - 0     | Fernández Vial        | Rubén Marcos             | 23 de marzo | 18:00   |
| Trasandino          | 2 - 2     | Provincial Ovalle     | Regional de Los Andes    | 23 de marzo | 20:00   |
| Deportes Melipilla  | 1 - 0     | San Antonio Unido     | Soinca Bata              | 24 de marzo | 18:00   |
| Real San Joaquín    | 1 - 0     | Lautaro de Buin       | Municipal de San Joaquín | 24 de marzo | 18:00   |
| Deportes Concepción | 2 - 1     | Deportes Linares      | Ester Roa                | 25 de marzo | 19:00   |
| Concón National     | 0 - 3     | Deportes Puerto Montt | Lucio Fariña             | 25 de marzo | 21:00   |

| Fecha 5               | Fecha 5   | Fecha 5             | Fecha 5                 | Fecha 5     | Fecha 5 |
| Local                 | Resultado | Visita              | Estadio                 | Fecha       | Hora    |
| --------------------- | --------- | ------------------- | ----------------------- | ----------- | ------- |
| Fernández Vial        | 4 - 0     | Trasandino          | Ester Roa               | 28 de marzo | 19:00   |
| Deportes Puerto Montt | 1 - 1     | Deportes Concepción | Chinquihue              | 30 de marzo | 18:00   |
| Concón National       | 0 - 2     | Real San Joaquín    | Lucio Fariña            | 30 de marzo | 20:30   |
| General Velásquez     | 0 - 5     | Deportes Melipilla  | Augusto Rodríguez       | 31 de marzo | 18:00   |
| Provincial Ovalle     | 0 - 3     | Provincial Osorno   | Diaguita                | 31 de marzo | 20:30   |
| Lautaro de Buin       | 1 - 2     | Deportes Linares    | Regional de Los Andes   | 1 de abril  | 19:00   |
| San Antonio Unido     | 1 - 2     | Deportes Rengo      | Municipal de La Pintana | 2 de abril  | 18:00   |

| Fecha 6            | Fecha 6   | Fecha 6               | Fecha 6                 | Fecha 6    | Fecha 6 |
| Local              | Resultado | Visita                | Estadio                 | Fecha      | Hora    |
| ------------------ | --------- | --------------------- | ----------------------- | ---------- | ------- |
| Deportes Linares   | 1 - 1     | Deportes Puerto Montt | Tucapel Bustamante      | 6 de abril | 15:00   |
| Provincial Osorno  | 2 - 1     | Concón National       | Rubén Marcos            | 6 de abril | 15:00   |
| Real San Joaquín   | 0 - 1     | Deportes Concepción   | Municipal de La Pintana | 6 de abril | 17:30   |
| Deportes Melipilla | 2 - 1     | Fernández Vial        | Soinca Bata             | 7 de abril | 12:30   |
| Deportes Rengo     | 2 - 3     | Lautaro de Buin       | Guillermo Guzmán        | 7 de abril | 15:00   |
| Trasandino         | 0 - 0     | General Velásquez     | Regional de Los Andes   | 7 de abril | 20:00   |
| Provincial Ovalle  | 0 - 1     | San Antonio Unido     | Diaguita                | 8 de abril | 19:00   |

| Fecha 7               | Fecha 7   | Fecha 7            | Fecha 7                 | Fecha 7     | Fecha 7 |
| Local                 | Resultado | Visita             | Estadio                 | Fecha       | Hora    |
| --------------------- | --------- | ------------------ | ----------------------- | ----------- | ------- |
| Deportes Puerto Montt | 1 - 3     | Deportes Rengo     | Chinquihue              | 13 de abril | 15:00   |
| Real San Joaquín      | 1 - 1     | Deportes Melipilla | Guillermo Guzmán        | 13 de abril | 15:00   |
| Deportes Concepción   | 3 - 2     | Fernández Vial     | Ester Roa               | 14 de abril | 12:30   |
| General Velásquez     | 2 - 0     | Provincial Ovalle  | Augusto Rodríguez       | 14 de abril | 15:00   |
| Lautaro de Buin       | 0 - 1     | Trasandino         | Municipal de La Pintana | 14 de abril | 17:30   |
| San Antonio Unido     | 3 - 2     | Provincial Osorno  | Municipal de La Pintana | 15 de abril | 18:00   |
| Concón National       | 0 - 0     | Deportes Linares   | Lucio Fariña            | 15 de abril | 20:30   |

| Fecha 8            | Fecha 8   | Fecha 8               | Fecha 8               | Fecha 8     | Fecha 8 |
| Local              | Resultado | Visita                | Estadio               | Fecha       | Hora    |
| ------------------ | --------- | --------------------- | --------------------- | ----------- | ------- |
| Fernández Vial     | 0 - 0     | Real San Joaquín      | Ester Roa             | 19 de abril | 19:00   |
| Deportes Linares   | 0 - 2     | General Velásquez     | Tucapel Bustamante    | 20 de abril | 12:30   |
| Deportes Melipilla | 0 - 1     | Deportes Puerto Montt | Soinca Bata           | 20 de abril | 15:00   |
| Trasandino         | 1 - 2     | San Antonio Unido     | Regional de Los Andes | 20 de abril | 17:30   |
| Deportes Rengo     | 1 - 2     | Concón National       | Guillermo Guzmán      | 21 de abril | 12:30   |
| Provincial Osorno  | 1 - 0     | Lautaro de Buin       | Rubén Marcos          | 21 de abril | 15:00   |
| Provincial Ovalle  | 2 - 1     | Deportes Concepción   | Diaguita              | 21 de abril | 17:30   |

| Fecha 9               | Fecha 9   | Fecha 9            | Fecha 9                  | Fecha 9     | Fecha 9 |
| Local                 | Resultado | Visita             | Estadio                  | Fecha       | Hora    |
| --------------------- | --------- | ------------------ | ------------------------ | ----------- | ------- |
| San Antonio Unido     | 0 - 0     | Fernández Vial     | Municipal de La Pintana  | 26 de abril | 19:00   |
| Concón National       | 1 - 0     | Trasandino         | Lucio Fariña             | 27 de abril | 12:00   |
| Deportes Linares      | 2 - 0     | Provincial Ovalle  | Tucapel Bustamante       | 27 de abril | 15:00   |
| Deportes Concepción   | 1 - 3     | Deportes Melipilla | Ester Roa                | 27 de abril | 18:00   |
| Deportes Puerto Montt | 1 - 0     | Provincial Osorno  | Chinquihue               | 28 de abril | 12:30   |
| General Velásquez     | 6 - 2     | Lautaro de Buin    | Augusto Rodríguez        | 28 de abril | 15:00   |
| Real San Joaquín      | 0 - 1     | Deportes Rengo     | Municipal de San Joaquín | 28 de abril | 15:00   |

| Fecha 10          | Fecha 10  | Fecha 10              | Fecha 10                | Fecha 10  | Fecha 10 |
| Local             | Resultado | Visita                | Estadio                 | Fecha     | Hora     |
| ----------------- | --------- | --------------------- | ----------------------- | --------- | -------- |
| Fernández Vial    | 1 - 1     | General Velásquez     | Ester Roa               | 3 de mayo | 19:00    |
| Provincial Osorno | 1 - 1     | Deportes Linares      | Rubén Marcos            | 4 de mayo | 15:00    |
| Provincial Ovalle | 1 - 1     | Concón National       | Diaguita                | 4 de mayo | 20:00    |
| Deportes Rengo    | 2 - 1     | Deportes Melipilla    | Guillermo Guzmán        | 5 de mayo | 15:00    |
| Trasandino        | 0 - 1     | Deportes Concepción   | Regional de Los Andes   | 5 de mayo | 17:30    |
| San Antonio Unido | 2 - 1     | Real San Joaquín      | Municipal de La Pintana | 5 de mayo | 20:00    |
| Lautaro de Buin   | 2 - 1     | Deportes Puerto Montt | Félix Gallardo          | 6 de mayo | 14:00    |

| Fecha 11              | Fecha 11  | Fecha 11          | Fecha 11                 | Fecha 11   | Fecha 11 |
| Local                 | Resultado | Visita            | Estadio                  | Fecha      | Hora     |
| --------------------- | --------- | ----------------- | ------------------------ | ---------- | -------- |
| Concón National       | 2 - 1     | General Velásquez | Lucio Fariña             | 10 de mayo | 19:00    |
| Deportes Rengo        | 1 - 1     | Provincial Osorno | Guillermo Guzmán         | 11 de mayo | 12:30    |
| Deportes Linares      | 1 - 0     | Fernández Vial    | Tucapel Bustamante       | 11 de mayo | 15:00    |
| Deportes Melipilla    | 1 - 1     | Provincial Ovalle | Soinca Bata              | 11 de mayo | 15:00    |
| Deportes Concepción   | 4 - 0     | Lautaro de Buin   | Ester Roa                | 11 de mayo | 18:00    |
| Deportes Puerto Montt | 0 - 1     | San Antonio Unido | Chinquihue               | 12 de mayo | 12:30    |
| Real San Joaquín      | 1 - 0     | Trasandino        | Municipal de San Joaquín | 12 de mayo | 15:00    |

| Fecha 12          | Fecha 12  | Fecha 12              | Fecha 12                | Fecha 12   | Fecha 12 |
| Local             | Resultado | Visita                | Estadio                 | Fecha      | Hora     |
| ----------------- | --------- | --------------------- | ----------------------- | ---------- | -------- |
| San Antonio Unido | 2 - 1     | Deportes Linares      | Municipal de La Pintana | 17 de mayo | 19:00    |
| Provincial Osorno | 3 - 3     | Deportes Melipilla    | Rubén Marcos            | 18 de mayo | 15:00    |
| Trasandino        | 2 - 3     | Deportes Puerto Montt | Regional de Los Andes   | 18 de mayo | 17:30    |
| Fernández Vial    | 0 - 0     | Deportes Rengo        | Ester Roa               | 18 de mayo | 18:00    |
| Provincial Ovalle | 4 - 0     | Real San Joaquín      | La Portada              | 19 de mayo | 12:30    |
| General Velásquez | 2 - 1     | Deportes Concepción   | Augusto Rodríguez       | 19 de mayo | 15:00    |
| Lautaro de Buin   | 1 - 0     | Concón National       | Municipal de La Pintana | 19 de mayo | 18:00    |

| Fecha 13              | Fecha 13  | Fecha 13          | Fecha 13                 | Fecha 13   | Fecha 13 |
| Local                 | Resultado | Visita            | Estadio                  | Fecha      | Hora     |
| --------------------- | --------- | ----------------- | ------------------------ | ---------- | -------- |
| Deportes Melipilla    | 5 - 0     | Lautaro de Buin   | Soinca Bata              | 25 de mayo | 12:30    |
| Deportes Rengo        | 1 - 0     | Provincial Ovalle | Guillermo Guzmán         | 25 de mayo | 15:00    |
| Deportes Linares      | 2 - 3     | Trasandino        | Tucapel Bustamante       | 25 de mayo | 17:30    |
| Concón National       | 3 - 0     | Fernández Vial    | Lucio Fariña             | 25 de mayo | 20:00    |
| Deportes Concepción   | 0 - 0     | San Antonio Unido | Ester Roa                | 26 de mayo | 12:30    |
| Deportes Puerto Montt | 0 - 0     | General Velásquez | Chinquihue               | 26 de mayo | 15:00    |
| Real San Joaquín      | 3 - 3     | Provincial Osorno | Municipal de San Joaquín | 26 de mayo | 15:00    |

### Segunda rueda
| Fecha 14           | Fecha 14  | Fecha 14              | Fecha 14                 | Fecha 14    | Fecha 14 |
| Local              | Resultado | Visita                | Estadio                  | Fecha       | Hora     |
| ------------------ | --------- | --------------------- | ------------------------ | ----------- | -------- |
| San Antonio Unido  | 3 - 2     | Concón National       | Municipal de La Pintana  | 12 de julio | 17:00    |
| Provincial Ovalle  | 1 - 2     | Deportes Puerto Montt | Diaguita                 | 13 de julio | 12:00    |
| Provincial Osorno  | 1 - 4     | Deportes Concepción   | Rubén Marcos             | 13 de julio | 15:00    |
| Fernández Vial     | 2 - 0     | Lautaro de Buin       | Ester Roa                | 13 de julio | 19:00    |
| Deportes Melipilla | 3 - 1     | Trasandino            | Soinca Bata              | 14 de julio | 12:00    |
| Real San Joaquín   | 1 - 1     | General Velásquez     | Municipal de San Joaquín | 14 de julio | 15:00    |
| Deportes Rengo     | 0 - 2     | Deportes Linares      | Guillermo Guzmán         | 16 de julio | 15:00    |

| Fecha 15              | Fecha 15  | Fecha 15           | Fecha 15                | Fecha 15    | Fecha 15 |
| Local                 | Resultado | Visita             | Estadio                 | Fecha       | Hora     |
| --------------------- | --------- | ------------------ | ----------------------- | ----------- | -------- |
| Lautaro de Buin       | 1 - 1     | Provincial Ovalle  | Municipal de La Pintana | 20 de julio | 12:00    |
| Trasandino            | 4 - 2     | Provincial Osorno  | Regional de Los Andes   | 20 de julio | 17:30    |
| Deportes Concepción   | 1 - 1     | Deportes Rengo     | Ester Roa               | 21 de julio | 12:00    |
| General Velásquez     | 4 - 0     | San Antonio Unido  | Augusto Rodríguez       | 21 de julio | 15:00    |
| Deportes Puerto Montt | 0 - 0     | Fernández Vial     | Chinquihue              | 21 de julio | 15:00    |
| Deportes Linares      | 3 - 0     | Real San Joaquín   | Tucapel Bustamante      | 21 de julio | 17:30    |
| Concón National       | 2 - 1     | Deportes Melipilla | Lucio Fariña            | 22 de julio | 19:00    |

| Fecha 16           | Fecha 16  | Fecha 16              | Fecha 16                 | Fecha 16    | Fecha 16 |
| Local              | Resultado | Visita                | Estadio                  | Fecha       | Hora     |
| ------------------ | --------- | --------------------- | ------------------------ | ----------- | -------- |
| Deportes Rengo     | 1 - 0     | Trasandino            | Guillermo Guzmán         | 27 de julio | 12:00    |
| Provincial Osorno  | 2 - 3     | General Velásquez     | Rubén Marcos             | 27 de julio | 15:00    |
| Concón National    | 1 - 2     | Deportes Concepción   | Lucio Fariña             | 27 de julio | 17:30    |
| Provincial Ovalle  | 1 - 1     | Fernández Vial        | Diaguita                 | 27 de julio | 20:00    |
| Deportes Melipilla | 1 - 1     | Deportes Linares      | Soinca Bata              | 28 de julio | 12:00    |
| Real San Joaquín   | 2 - 2     | Deportes Puerto Montt | Municipal de San Joaquín | 28 de julio | 15:00    |
| San Antonio Unido  | 1 - 1     | Lautaro de Buin       | Municipal de La Pintana  | 28 de julio | 17:30    |

| Fecha 17              | Fecha 17  | Fecha 17            | Fecha 17                | Fecha 17    | Fecha 17 |
| Local                 | Resultado | Visita              | Estadio                 | Fecha       | Hora     |
| --------------------- | --------- | ------------------- | ----------------------- | ----------- | -------- |
| San Antonio Unido     | 3 - 4     | Deportes Melipilla  | Municipal de La Pintana | 3 de agosto | 12:00    |
| Deportes Linares      | 0 - 1     | Deportes Concepción | Tucapel Bustamante      | 3 de agosto | 17:30    |
| Deportes Puerto Montt | 3 - 1     | Concón National     | Chinquihue              | 3 de agosto | 20:00    |
| Fernández Vial        | 2 - 1     | Provincial Osorno   | Ester Roa               | 4 de agosto | 12:00    |
| General Velásquez     | 0 - 4     | Deportes Rengo      | Augusto Rodríguez       | 4 de agosto | 15:00    |
| Provincial Ovalle     | 0 - 1     | Trasandino          | Diaguita                | 4 de agosto | 17:30    |
| Lautaro de Buin       | 2 - 1     | Real San Joaquín    | Lucio Fariña            | 4 de agosto | 20:00    |

| Fecha 18            | Fecha 18  | Fecha 18              | Fecha 18                 | Fecha 18     | Fecha 18 |
| Local               | Resultado | Visita                | Estadio                  | Fecha        | Hora     |
| ------------------- | --------- | --------------------- | ------------------------ | ------------ | -------- |
| Deportes Melipilla  | 1 - 0     | General Velásquez     | Soinca Bata              | 10 de agosto | 12:00    |
| Provincial Osorno   | 2 - 1     | Provincial Ovalle     | Rubén Marcos             | 10 de agosto | 15:00    |
| Deportes Linares    | 0 - 1     | Lautaro de Buin       | Tucapel Bustamante       | 10 de agosto | 17:30    |
| Deportes Rengo      | 0 - 1     | San Antonio Unido     | Guillermo Guzmán         | 11 de agosto | 12:00    |
| Deportes Concepción | 1 - 0     | Deportes Puerto Montt | Ester Roa                | 11 de agosto | 12:00    |
| Real San Joaquín    | 1 - 1     | Concón National       | Municipal de San Joaquín | 11 de agosto | 15:30    |
| Trasandino          | 1 - 0     | Fernández Vial        | Regional de Los Andes    | 12 de agosto | 19:00    |

| Fecha 19              | Fecha 19  | Fecha 19           | Fecha 19                | Fecha 19     | Fecha 19 |
| Local                 | Resultado | Visita             | Estadio                 | Fecha        | Hora     |
| --------------------- | --------- | ------------------ | ----------------------- | ------------ | -------- |
| Concón National       | 3 - 3     | Provincial Osorno  | Lucio Fariña            | 16 de agosto | 19:00    |
| San Antonio Unido     | 0 - 1     | Provincial Ovalle  | Municipal de La Pintana | 17 de agosto | 15:00    |
| Fernández Vial        | 0 - 2     | Deportes Melipilla | Ester Roa               | 17 de agosto | 17:30    |
| Deportes Concepción   | 5 - 2     | Real San Joaquín   | Ester Roa               | 18 de agosto | 12:00    |
| Deportes Puerto Montt | 3 - 1     | Deportes Linares   | Chinquihue              | 18 de agosto | 12:00    |
| General Velásquez     | 0 - 1     | Trasandino         | Augusto Rodríguez       | 18 de agosto | 15:30    |
| Lautaro de Buin       | 3 - 2     | Deportes Rengo     | Municipal de La Pintana | 19 de agosto | 19:00    |

| Fecha 20           | Fecha 20  | Fecha 20              | Fecha 20              | Fecha 20     | Fecha 20 |
| Local              | Resultado | Visita                | Estadio               | Fecha        | Hora     |
| ------------------ | --------- | --------------------- | --------------------- | ------------ | -------- |
| Deportes Melipilla | 0 - 0     | Real San Joaquín      | Soinca Bata           | 24 de agosto | 12:00    |
| Provincial Osorno  | 1 - 1     | San Antonio Unido     | Rubén Marcos          | 24 de agosto | 15:00    |
| Deportes Linares   | 1 - 2     | Concón National       | Tucapel Bustamante    | 24 de agosto | 17:30    |
| Fernández Vial     | 0 - 2     | Deportes Concepción   | Ester Roa             | 25 de agosto | 12:00    |
| Deportes Rengo     | 0 - 1     | Deportes Puerto Montt | Guillermo Guzmán      | 25 de agosto | 15:00    |
| Trasandino         | 1 - 0     | Lautaro de Buin       | Regional de Los Andes | 25 de agosto | 17:30    |
| Provincial Ovalle  | 2 - 0     | General Velásquez     | Diaguita              | 26 de agosto | 19:00    |

| Fecha 21              | Fecha 21  | Fecha 21           | Fecha 21                 | Fecha 21        | Fecha 21 |
| Local                 | Resultado | Visita             | Estadio                  | Fecha           | Hora     |
| --------------------- | --------- | ------------------ | ------------------------ | --------------- | -------- |
| Concón National       | 0 - 1     | Deportes Rengo     | Lucio Fariña             | 30 de agosto    | 19:00    |
| Lautaro de Buin       | 1 - 2     | Provincial Osorno  | Jorge Silva              | 31 de agosto    | 15:00    |
| Real San Joaquín      | 2 - 1     | Fernández Vial     | Municipal de San Joaquín | 31 de agosto    | 15:00    |
| Deportes Puerto Montt | 0 - 2     | Deportes Melipilla | Chinquihue               | 31 de agosto    | 17:00    |
| Deportes Concepción   | 2 - 1     | Provincial Ovalle  | Ester Roa                | 1 de septiembre | 12:00    |
| General Velásquez     | 1 - 0     | Deportes Linares   | Augusto Rodríguez        | 1 de septiembre | 15:00    |
| San Antonio Unido     | 1 - 2     | Trasandino         | Municipal de La Pintana  | 1 de septiembre | 17:30    |

| Fecha 22           | Fecha 22  | Fecha 22              | Fecha 22                | Fecha 22        | Fecha 22 |
| Local              | Resultado | Visita                | Estadio                 | Fecha           | Hora     |
| ------------------ | --------- | --------------------- | ----------------------- | --------------- | -------- |
| Deportes Rengo     | 1 - 0     | Real San Joaquín      | Guillermo Guzmán        | 7 de septiembre | 12:00    |
| Provincial Osorno  | 0 - 0     | Deportes Puerto Montt | Rubén Marcos            | 7 de septiembre | 15:00    |
| Provincial Ovalle  | 2 - 1     | Deportes Linares      | Diaguita                | 7 de septiembre | 17:30    |
| Deportes Melipilla | 1 - 1     | Deportes Concepción   | Soinca Bata             | 8 de septiembre | 15:00    |
| Trasandino         | 0 - 2     | Concón National       | Regional de Los Andes   | 8 de septiembre | 17:30    |
| Lautaro de Buin    | 1 - 0     | General Velásquez     | Municipal de La Pintana | 9 de septiembre | 18:00    |
| Fernández Vial     | 0 - 1     | San Antonio Unido     | Ester Roa               | 9 de octubre    | 19:30    |

| Fecha 23              | Fecha 23  | Fecha 23          | Fecha 23                 | Fecha 23         | Fecha 23 |
| Local                 | Resultado | Visita            | Estadio                  | Fecha            | Hora     |
| --------------------- | --------- | ----------------- | ------------------------ | ---------------- | -------- |
| Real San Joaquín      | 2 - 2     | San Antonio Unido | Municipal de San Joaquín | 14 de septiembre | 12:00    |
| Deportes Melipilla    | 2 - 0     | Deportes Rengo    | Soinca Bata              | 14 de septiembre | 15:00    |
| Deportes Linares      | 3 - 1     | Provincial Osorno | Tucapel Bustamante       | 14 de septiembre | 17:30    |
| Deportes Puerto Montt | 2 - 1     | Lautaro de Buin   | Chinquihue               | 15 de septiembre | 12:00    |
| General Velásquez     | 0 - 0     | Fernández Vial    | Augusto Rodríguez        | 15 de septiembre | 15:00    |
| Deportes Concepción   | 2 - 0     | Trasandino        | Ester Roa                | 15 de septiembre | 17:30    |
| Concón National       | 0 - 1     | Provincial Ovalle | Atlético Municipal       | 29 de septiembre | 15:00    |

| Fecha 24          | Fecha 24  | Fecha 24              | Fecha 24              | Fecha 24     | Fecha 24 |
| Local             | Resultado | Visita                | Estadio               | Fecha        | Hora     |
| ----------------- | --------- | --------------------- | --------------------- | ------------ | -------- |
| San Antonio Unido | 1 - 0     | Deportes Puerto Montt | Nicolás Chahuán       | 4 de octubre | 19:00    |
| Provincial Osorno | 1 - 1     | Deportes Rengo        | Rubén Marcos          | 5 de octubre | 15:00    |
| Lautaro de Buin   | 1 - 5     | Deportes Concepción   | Jorge Silva           | 5 de octubre | 17:30    |
| Fernández Vial    | 1 - 2     | Deportes Linares      | Ester Roa             | 6 de octubre | 12:00    |
| General Velásquez | 1 - 1     | Concón National       | Augusto Rodríguez     | 6 de octubre | 15:00    |
| Provincial Ovalle | 1 - 3     | Deportes Melipilla    | Diaguita              | 6 de octubre | 17:30    |
| Trasandino        | 0 - 1     | Real San Joaquín      | Regional de Los Andes | 6 de octubre | 20:00    |

| Fecha 25              | Fecha 25  | Fecha 25          | Fecha 25                 | Fecha 25      | Fecha 25 |
| Local                 | Resultado | Visita            | Estadio                  | Fecha         | Hora     |
| --------------------- | --------- | ----------------- | ------------------------ | ------------- | -------- |
| Deportes Melipilla    | 3 - 1     | Provincial Osorno | Soinca Bata              | 12 de octubre | 12:00    |
| Real San Joaquín      | 1 - 2     | Provincial Ovalle | Municipal de San Joaquín | 12 de octubre | 15:00    |
| Deportes Concepción   | 2 - 1     | General Velásquez | Ester Roa                | 12 de octubre | 18:00    |
| Deportes Linares      | 2 - 0     | San Antonio Unido | Tucapel Bustamante       | 12 de octubre | 20:00    |
| Deportes Rengo        | 3 - 2     | Fernández Vial    | Guillermo Guzmán         | 13 de octubre | 12:00    |
| Deportes Puerto Montt | 0 - 1     | Trasandino        | Chinquihue               | 13 de octubre | 15:00    |
| Concón National       | 2 - 0     | Lautaro de Buin   | Atlético Municipal       | 13 de octubre | 17:30    |

| Fecha 26          | Fecha 26  | Fecha 26              | Fecha 26                | Fecha 26      | Fecha 26 |
| Local             | Resultado | Visita                | Estadio                 | Fecha         | Hora     |
| ----------------- | --------- | --------------------- | ----------------------- | ------------- | -------- |
| Provincial Ovalle | 2 - 1     | Deportes Rengo        | Diaguita                | 19 de octubre | 18:00    |
| General Velásquez | 5 - 1     | Deportes Puerto Montt | Augusto Rodríguez       | 20 de octubre | 12:00    |
| San Antonio Unido | 0 - 5     | Deportes Concepción   | Huachipato - CAP        | 20 de octubre | 16:00    |
| Trasandino        | 1 - 1     | Deportes Linares      | Regional de Los Andes   | 20 de octubre | 16:00    |
| Provincial Osorno | 3 - 2     | Real San Joaquín      | Rubén Marcos            | 20 de octubre | 16:00    |
| Fernández Vial    | 1 - 3     | Concón National       | Ester Roa               | 20 de octubre | 16:00    |
| Lautaro de Buin   | 3 - 5     | Deportes Melipilla    | Municipal de La Pintana | 23 de octubre | 11:00    |

## Final
| Partido            | Partido       | Partido             | Partido     | Partido       | Partido |
| Equipo 1           | Resultado     | Equipo 2            | Estadio     | Fecha         | Hora    |
| ------------------ | ------------- | ------------------- | ----------- | ------------- | ------- |
| Deportes Melipilla | 0 - 0 (4 - 2) | Deportes Concepción | El Teniente | 31 de octubre | 16:30   |

Deportes Melipilla ganó por 4-2 en los lanzamientos penales, luego del empate 0-0 en el tiempo reglamentario, logrando el título de la categoría y con ello, el ascenso a la Primera B 2025. Pese a haber ganado la final, debido a un problema de pagos previsionales en sus jugadores, fue denunciado ante el Tribunal de la ANFP. El día jueves 23 de enero del 2025, luego de confirmarse el dictamen de la Primera Sala, la Segunda Sala anunció que el Club Deportes Melipilla quedaba desafiliado, perdiendo 3 puntos del torneo 2024, así como también el campeonato, y Deportes Concepción pasaba a ser el nuevo ascendido al Torneo de Primera B

## Campeón
|                     |
| Deportes Concepción |
| 1° título           |
|                     |

## Estadísticas

### Goleadores
- Fecha de Actualización: 29 de octubre de 2024.

| Jugador               | Equipo              | Goles |
| --------------------- | ------------------- | ----- |
| Ignacio Mesías        | Deportes Concepción | 19    |
| Diego Bielkiewicz     | Provincial Osorno   | 16    |
| Bryan Taiva           | Deportes Melipilla  | 15    |
| Brayan Valdivia       | Deportes Concepción | 13    |
| Miguel Ángel Orellana | Provincial Osorno   | 12    |
| Federico Cezar        | Trasandino          | 12    |
| Camilo Astroza        | Concón National     | 9     |
| Ángel Gillard         | Fernández Vial      | 9     |
| Matías Recabal        | Deportes Rengo      | 9     |
| Luis Vargas           | Deportes Melipilla  | 8     |
| Matías Rodríguez      | Deportes Melipilla  | 8     |
| Diego Cuellar         | San Antonio Unido   | 8     |
| Cristian Valenzuela   | General Velásquez   | 7     |

### Autogoles
Fecha de actualización: 29 de octubre de 2024.
| Jugador            | Equipo              | Favorecido            | Anotado | Fecha |
| ------------------ | ------------------- | --------------------- | ------- | ----- |
| Álvaro López       | Lautaro de Buin     | Provincial Ovalle     | 1       | 2     |
| Brandon Cáceres    | Provincial Osorno   | General Velásquez     | 1       | 3     |
| Luciano Meneses    | Provincial Osorno   | San Antonio Unido     | 1       | 7     |
| Alejandro Delfino  | Trasandino          | San Antonio Unido     | 1       | 8     |
| Bernardo Mendoza   | Lautaro de Buin     | General Velásquez     | 1       | 9     |
| Christian Jelves   | Provincial Osorno   | Melipilla             | 1       | 12    |
| Lautaro Rigazzi    | Deportes Concepción | Deportes Rengo        | 1       | 15    |
| Carlos Soto        | Provincial Osorno   | Concón National       | 1       | 19    |
| Matias Silva       | San Antonio Unido   | Provincial Ovalle     | 1       | 19    |
| Yonathan Suazo     | Deportes Linares    | Deportes Puerto Montt | 1       | 19    |
| Jaime Soto         | Deportes Rengo      | Lautaro de Buin       | 1       | 19    |
| Juan Pablo Andrade | San Antonio Unido   | Trasandino            | 1       | 21    |
| Juan Pablo Andrade | San Antonio Unido   | Real San Joaquín      | 1       | 23    |

### Hat-Tricks & Pókers
| Fecha                 | Jugador         | Goles | Partido                                   |
| --------------------- | --------------- | ----- | ----------------------------------------- |
| 11 de mayo de 2024    | Ignacio Mesías  | 3     | Deportes Concepción vs. Lautaro de Buin   |
| 25 de mayo de 2024    | Federico Cézar  | 3     | Deportes Linares vs. Trasandino           |
| 18 de agosto de 2024  | Ignacio Mesías  | 3     | Deportes Concepción vs. Real San Joaquín  |
| 5 de octubre de 2024  | Ignacio Mesías  | 3     | Lautaro de Buin vs. Deportes Concepción   |
| 20 de octubre de 2024 | Brayan Valdivia | 3     | San Antonio Unido vs. Deportes Concepción |
| 23 de octubre de 2024 | Bryan Taiva     | 3     | Lautaro de Buin vs. Deportes Melipilla    |

## Entrenadores
En cursiva quienes se desempeñaron como entrenadores interinos.
| Equipo              | Entrenador             | Período          |
| ------------------- | ---------------------- | ---------------- |
| Deportes Concepción | Christian Lovrincevich | 1.°              |
| Deportes Concepción | Alejandro Gutiérrez    | 2.°              |
| Deportes Concepción | Felipe Cornejo         | 3.° - 13.°       |
| Deportes Concepción | Manuel Suárez          | 14.° en adelante |
| Trasandino          | César Bravo            | 1.° - 3.°        |
| Trasandino          | Agustín Almarza        | 4.° - 9.°        |
| Trasandino          | Ramón Climent          | 10.° en adelante |
| San Antonio Unido   | Sebastián Núñez        | 1.° - 4.°        |
| San Antonio Unido   | Fabián Marzuca         | 5.° en adelante  |
| Concón National     | Agustín Parra          | 1.° - 5.°        |
| Concón National     | Orlando Gutiérrez      | 6.° - 7.°        |
| Concón National     | Jonathan Orellana      | 8.° en adelante  |
| Deportes Linares    | Eduardo Lobos          | 1.° - 8.°        |
| Deportes Linares    | Rodrigo Valdés         | 9.°              |
| Deportes Linares    | Rodrigo Meléndez       | 10.° en adelante |
| Lautaro de Buin     | Carlos Encinas         | 1.° - 9.°        |
| Lautaro de Buin     | Mario Rivera           | 10.° - 13.°      |
| Lautaro de Buin     | Carlos Encinas         | 14.° en adelante |
| Fernández Vial      | Osvaldo Cataldo        | 1.° - 11.°       |
| Fernández Vial      | Sebastián Ortíz        | 12.° en adelante |
| Provincial Osorno   | Diego Martínez         | 1.° - 16.°       |
| Provincial Osorno   | Rodrigo Venegas        | 17.° en adelante |
| Provincial Ovalle   | Luis Pérez             | 1.° - 17.°       |
| Provincial Ovalle   | Felipe Cornejo         | 18.° en adelante |

## Regla del U-21
| Equipo                 | m.req | m.dis | m.pen | %       |
| ---------------------- | ----- | ----- | ----- | ------- |
| Concón National        | 1.638 | 1.856 | 0     | 113,31% |
| Deportes Concepción    | 1.638 | 1.668 | 0     | 101,83% |
| Deportes Linares       | 1.638 | 1.701 | 0     | 103,85% |
| Deportes Melipilla     | 1.638 | 1.673 | 0     | 102,14% |
| Deportes Puerto Montt  | 1.638 | 2.058 | 0     | 125,64% |
| Deportes Rengo         | 1.638 | 1.987 | 0     | 121,31% |
| Fernández Vial         | 1.638 | 2.139 | 0     | 130,59% |
| General Velásquez      | 1.638 | 1.779 | 0     | 108,61% |
| Lautaro de Buin        | 1.638 | 1.681 | 0     | 102,63% |
| Provincial Osorno      | 1.638 | 1.670 | 0     | 101,95% |
| Provincial Ovalle      | 1.638 | 1.654 | 0     | 100,98% |
| Real San Joaquín       | 1.638 | 1.652 | 0     | 100,85% |
| San Antonio Unido      | 1.638 | 1.740 | 0     | 106,23% |
| Trasandino             | 1.638 | 1.696 | 0     | 103,54% |
| Actualizado - Fecha 26 |       |       |       |         |